# パークプリー郡
座標: 北緯14度9分48秒 東経101度16分7秒 / 北緯14.16333度 東経101.26861度
パークプリー郡（パークプリーぐん、タイ語:อำเภอปากพลี）はタイ中部・ナコーンナーヨック県の郡（アムプー）。

## 名称
かつて、ヤーン運河と呼ばれる運河があったが、よく氾濫を起こし多くの人が被害にあった、このため住民達は社を建て神を祭り、供え物をした。この供え物をプリーもしくはプリーカム (พลี หรือ พลีกรรม) とタイ語ではいう。この後、氾濫は収まりヤーン運河はパークプリー運河と呼ばれることになった。パークプリーとはプリーへの入り口という意味である。これが、後に郡名に採用された。

## 歴史
パークプリー郡はブンライ郡 (อำเภอบุ่งไร่) の名で1893年に成立した。1905年、郡はノーンポー郡 (อำเภอหนองโพธิ์) と名を改めたが、同年に、タムボン・パークプリーにあるバーン・ターデーンに郡庁を移転しカオヤイ国立公園と同じカオヤイ郡と名付けた。1909年、郡の名称はパークプリーに改称された。

## 地理
郡の南にはナコーンナーヨック川が形成した平地が広がる。同河川の水系である、ターデーン運河、ヤーン運河（パークプリー）が市内の主な水源である。北部には山地が広がり、世界遺産に登録されたカオヤイ国立公園などに近い。
国道33号線が東西に通っており、東にサケーオ県、西にナコーンナーヨック県方面とつながっている。またタイ国有鉄道東本線のバーンパークプリー駅が位置する。

## 経済
主な産業は農業であり、コメや果物類が生産されている。また、淡水魚の漁業なども行われている。

## 行政区分
パークプリー郡は7の町（タムボン）に分かれ、さらにその下位に51の村（ムーバーン）がある。自治体（テーサバーン）があり、以下のようになっている。
- テーサバーンタムボン・コワーイ・・・タムボン・コワーイの一部

また、郡内には7つのタムボン行政体（オンカーンボーリハーンスワンタムボン）が設置されている。
1. タムボン・コワーイ・・・ตำบลเกาะหวาย
2. タムボン・コポー・・・ตำบลเกาะโพธิ์
3. タムボン・パークプリー・・・ตำบลปากพลี
4. タムボン・コーククルワット・・・ตำบลโคกกรวด
5. タムボン・タールア・・・ตำบลท่าเรือ
6. タムボン・ノーンセーン・・・ตำบลหนองแสง
7. タムボン・ナーンヒンラート・・・ตำบลนาหินลาด